# デビッド・P・ペンハロー
デビッド・ピアース・ペンハロー（David Pearce Penhallow, 1854年5月25日 - 1910年10月20日）は、カナダの植物学者、教育者農学者。いわゆるお雇い外国人として、ウィリアム・スミス・クラークとともに来日，クラークが去った後の北海道、札幌農学校で教鞭をとった。

## 経歴
メイン州キタリーポイントに，父Andrew Jacksonと母 Mary Annの三男として生まれた。長じてニューハンプシャー州ポーツマスに移る。1869年マサチューセッツ農科大学（現在のマサチューセッツ大学アマースト校）に15歳で入学，文学会Social Union会長，学長ウィリアム・スミス・クラーク主導の実験に参加する等徐々に頭角を現し，1873年卒業。ポーツマス＆ドーバー鉄道に技師として勤務後，研究生としてマサチューセッツ農科大学に戻り，植物学と化学を専攻する。1875年からは同学助手（化学）を務めた。
1876年にSarah Almira Dunlapと結婚。同年開拓使に招かれて札幌農学校教授となり，専門の化学，植物学，園芸学，地質学，顕微学の他，演説を含む英語を教えた。1878年に発生したヒグマによる人身事故「札幌丘珠事件」の折は、学生らを率いて加害熊の解剖実習を担当した。在任最後の１年はウィリアム・ホイーラーの後任として教頭心得を務めた。ただ，アメリカから妻を呼び寄せた後，1879年の冬までの間にブルックスら他の外国人教師と不和となる（ただし，帰国後は和解したとみられる）。1880年に離職。いわゆる「クラークの弟子」と言われる1期生を入学から卒業まで見届けた外国人教師はペンハローただ一人である。
1880年に帰国後はハーバード大学サマースクール，ホートン農場試験場勤務を経，ハーバード大学教授エイサ・グレイの推挙により1883年マッギル大学植物学講師となり，翌年教授となった。1910年，病気療養のためイギリスに向かう船上で死去。遺骨は故郷ポーツマスに移送され，サウスセメトリーに葬られた。
著名な教え子に佐藤昌介，大島正健，伊藤一隆，渡瀬寅次郎，内村鑑三，新渡戸稲造，宮部金吾，広井勇等がいる。子孫にDunlap Pearce（1880-1960）。